# ジョニー・ユン
ジョニー・ユン (Johnny Yune、윤종승(尹宗承)、1936年10月22日 - 2020年3月8日)は韓国系アメリカ人 俳優兼コメディアン。
彼は1980年代の映画They Call Me Bruce?
、They Still Call Me Bruce で主役を演じた。　
さらにThe Tonight Show Starring Johnny Carsonで大きな人気を得た。ユンはソウルオリンピックではボブ・ホープとブルック・シールズと共にパフォーマンスをした。1989年から1990年まで、韓国初のアメリカ風トークショーとして、ジョニー・ユンショー(쟈니윤쇼)に招かれた。その番組は大ヒットしたが、一年後、ユンは自由がないメディアのためにKBSを離れた。

## 経歴
ジョニー・ユンは1936年に朝鮮忠清北道陰城郡で生まれた。 韓国名はジョンスンで音が似ていることから、1978年に米国国籍を取得した際にアメリカ名を 'John'(ジョン)とした ソウル市中区新堂洞城東高等学校を卒業し、1962年に韓国海軍奨学金を得て韓国からアメリカマサチューセッツに行き、ウェルズリー大学の学生となった。映画「メテオ」で"ジョン・ユーン" の名義でモンゴル人を演じ、また1980年代のスタンダップコメディアンとし活動した。1970年代から1980年代にかけて"The Tonight Show Starring Johnny Carson"にスタンダップコメディアンとして最多である34回に出演を果たした。それはアジア系として最初の出演であった。　 彼は1999年に韓国系アメリカ人と結婚した。
1964年ニューヨーク市250 West 72nd Streetのカフェ「テルアビブ」のような場所でスタンドアップ式喜劇を練習した。別の成功したスタンドアップコミックWelcome Back KotterのGabe Kaplan を日課として練習した。
一時期韓国を離れていたが、2014年に朴槿恵政権から韓国観光公社監事に任命され、帰国。だが、2016年に脳出血に倒れ、再びロサンゼルスに戻り、その後は認知症を患いながら高齢者施設にて療養生活を送っていた。2020年3月4日に血圧低下のため病院に移り、そのまま回復することなく現地時間8日に死去した。84歳没。

## 出演作品
- Western Avenue (1993)
- Hamburger Johnny (1988)
- They Still Call Me Bruce (1987) - ブルース 役
- Gidget's Summer Reunion (1985) - ジョニー・ソン 役
- They Call Me Bruce? (1982) - ブルース/祖父 役
- キャノンボール(The Cannonball Run) (1981) - TVのトークゲスト 役
- メテオ(Meteor) (1979) (ジョン・ユン名義) - シベリア人 役